# Sport Club Corinthians Paulista 2017
Questa voce raccoglie le informazioni riguardanti il Corinthians nelle competizioni ufficiali della stagione 2017.

## Rosa 2017
| N. |                     | Ruolo | Calciatore         |
| -- | ------------------- | ----- | ------------------ |
| 1  | Brasile (bandiera)  | P     | Matheus Vidotto    |
| 2  | Brasile (bandiera)  | D     | Léo Príncipe       |
| 3  | Brasile (bandiera)  | D     | Pablo              |
| 4  | Paraguay (bandiera) | D     | Fabián Balbuena    |
| 5  | Brasile (bandiera)  | C     | Gabriel            |
| 6  | Brasile (bandiera)  | D     | Moisés             |
| 7  | Brasile (bandiera)  | A     | Jo                 |
| 8  | Brasile (bandiera)  | C     | Maycon             |
| 10 | Brasile (bandiera)  | A     | Jádson             |
| 11 | Paraguay (bandiera) | A     | Ángel Romero       |
| 12 | Brasile (bandiera)  | P     | Cássio             |
| 14 | Brasile (bandiera)  | D     | Léo Santos         |
| 15 | Brasile (bandiera)  | D     | Vilson             |
| 16 | Brasile (bandiera)  | C     | Cristian           |
| 17 | Brasile (bandiera)  | C     | Giovanni Augusto   |
| 18 | Turchia (bandiera)  | A     | Kazim              |
| 19 | Brasile (bandiera)  | C     | Rodrigo Figueiredo |
| 20 | Brasile (bandiera)  | C     | Danilo             |

| N. |                    | Ruolo | Calciatore             |
| -- | ------------------ | ----- | ---------------------- |
| 21 | Brasile (bandiera) | C     | Fellipe Bastos         |
| 22 | Brasile (bandiera) | C     | Marciel                |
| 23 | Brasile (bandiera) | D     | Fagner                 |
| 25 | Brasile (bandiera) | A     | Luidy Viegas           |
| 26 | Brasile (bandiera) | C     | Rodriguinho            |
| 27 | Brasile (bandiera) | P     | Walter                 |
| 28 | Brasile (bandiera) | C     | Paulo Roberto da Silva |
| 29 | Brasile (bandiera) | C     | Guilherme Camacho      |
| 31 | Brasile (bandiera) | C     | Marquinhos Gabriel     |
| 33 | Brasile (bandiera) | C     | Warian                 |
| 34 | Brasile (bandiera) | D     | Pedro Henrique         |
| 36 | Brasile (bandiera) | A     | Bruno Paulo            |
| 40 | Brasile (bandiera) | P     | Caíque França          |